# 戈奎乡
戈奎乡，是中华人民共和国云南省红河哈尼族彝族自治州绿春县下辖的一个乡镇级行政单位。

## 行政区划
戈奎乡下辖以下地区：
戈奎村、俄普村、俄马村、哈鲁村、埃倮村、加梅村、托牛村和子雄村。